# Walon Green
Walon Green (* 15. Dezember 1936 in Baltimore, Maryland) ist ein US-amerikanischer Film- und Fernsehproduzent, Drehbuchautor sowie Regisseur.

## Leben
Seine Karriere im Filmgeschäft begann Walon Green als Regisseur Mitte der 1960er Jahre für verschiedene Fernseh- und Kinodokumentationen. 1968 verfasste er die Drehbücher für zwei National-Geographic-Specials für das US-amerikanische Fernsehen, ein Jahr darauf schrieb er das Drehbuch für seinen ersten Spielfilm. Es entstand The Wild Bunch – Sie kannten kein Gesetz, und Green wurde 1970 für diese Arbeit gemeinsam mit Roy N. Sickner und Sam Peckinpah für den Oscar nominiert. Im Jahr 1971 drehte er die Dokumentation Die Hellstrom Chronik und gewann dafür im Jahr darauf den Oscar in der Kategorie Beste Dokumentation. Diesen Film hatte er auch selbst produziert. 
Es folgten vor allem verschiedene Tätigkeiten als Drehbuchautor und Produzent. So fungierte Green als Produzent beziehungsweise Ausführender Produzent für Fernsehserien wie New York Cops – NYPD Blue, Emergency Room – Die Notaufnahme und Law & Order. Für letztere verfasste er auch Mitte der 1990er Jahre einige Drehbücher. Als Drehbuchautor für Spielfilme arbeitete er zwei Mal mit William Friedkin zusammen sowie mit anderen Regisseuren wie Irvin Kershner und Tony Richardson. 1983 war er auch am Drehbuch für WarGames – Kriegsspiele beteiligt, jedoch wurde sein Name hierfür nicht genannt. 

## Filmografie (Auswahl)

### Als Drehbuchautor
- 1969: The Wild Bunch – Sie kannten kein Gesetz (The Wild Bunch)
- 1977: Atemlos vor Angst (Sorcerer)
- 1978: Das große Dings bei Brinks (The Brink's Job)
- 1982: Grenzpatrouille (The Border)
- 1986: Solarfighters (Solarbabies)
- 1989: Crusoe
- 1990: RoboCop 2
- 1996: Eraser
- 1998: Hi-Lo Country

### Als Produzent
- 1993: Sniper – Der Scharfschütze (Sniper)

### Als Regisseur
- 1971: Die Hellstrom Chronik (The Hellstrom Chronicle), auch als Kameramann
- 1979: Das geheime Leben der Pflanzen (Secret Life of Plants)